# Anxiety Nunataks
Die Anxiety Nunataks (von englisch anxiety ‚Angst, Furcht, Sorge, Beklommenheit‘) sind eine Reihe von Nunatakkern im ostantarktischen Georg-V.-Land. Sie ragen auf der Westseite der Mawson-Halbinsel auf.
Luftaufnahmen entstanden zwischen 1946 und 1947 bei der US-amerikanischen Operation Highjump, 1958 durch sowjetische Wissenschaftler und 1959 durch Wissenschaftler der Australian National Antarctic Research Expeditions (ANARE). Das Antarctic Names Committee of Australia benannte sie 1972 nach einer Begebenheit, bei dem Motorprobleme bei einem Flug von ANARE-Teilnehmern unter diesen Angst und Besorgnis ausgelöst hatte.